# 巴州阿瓦提农场
巴州阿瓦提农场，是中华人民共和国新疆维吾尔自治区巴音郭楞蒙古自治州库尔勒市下辖的一个乡镇级行政单位。

## 行政区划
巴州阿瓦提农场下辖以下地区：
农场第一村、农场第二村、农场第三村和农场第四村。